# Playa de Bakio (vaixell)
El Platja de Bakio és un vaixell de pesca tonyinaire, espanyol, propietat de l'empresa Pesquera Basc Muntanyesa (Pevasa), que té la seu en el municipi de Bermeo (Biscaia), i que va ser construït per les drassanes Balenciaga S.A., de Zumaya (Guipúscoa).

## Segrest
El vaixell va ser segrestat per pirates somalis a 460 milles de les costa de Somàlia. En el seu suport, va ser enviada la Fragata Méndez Núñez (F-104). Després de ser alliberat després de negociació, van intentar segrestar-ho de nou, però l'helicòpter i les zodiacs de la fragata van maniobrar per impedir-ho.